# Adam Mickiewicz-Universiteit
De Adam Mickiewicz-Universiteit (Uniwersytet im. Adama Mickiewicza w Poznaniu) in Poznań is met bijna 30.000 studenten een van de grootste universiteiten van Polen. De instelling werd in 1919 opgericht en draagt sinds 1955 de naam van de 19de-eeuwse dichter Adam Mickiewicz.
De universiteit telt veertien faculteiten, waarvan er een gevestigd is in Kalisz, en participeert daarnaast samen met de Europa-Universiteit Viadrina (Frankfurt (Oder)) in het Collegium Polonicum in Słubice. De instelling is lid van de Santandergroep en van de Compostelagroep.

## Geschiedenis
De huidige universiteit dateert weliswaar uit 1919, maar zij had verschillende voorgangers. Tussen 1571 en 1773 had de stad een jezuïetencollege, dat vanaf 1611 het recht had om de titels van magister en doctor te verlenen. Nog ouder was de Lubrański-academie, die al in 1518 was opgericht, maar dit recht nooit bezat. Beide instellingen gingen in 1773 samen, maar werden  na de tweede Poolse deling van 1793 onder Pruisisch gezag tot gymnasium gedegradeerd.
De Pruisische tijd bezorgde de stad pas in 1903 opnieuw hoger onderwijs in de vorm van de Königliche Akademie zu Posen. Nadat de stad opnieuw Pools was geworden, werd hier op 7 mei 1919 de huidige universiteit opgericht. Na die van Warschau en die van Krakau was het de derde staatsuniversiteit van het heropgerichte Polen. De instelling betrok de gebouwen van de Königliche Akademie, waaronder de hoofdgebouwen Collegium Minus (1904) en Collegium Maius (1910), en nam ook de Kaiser-Wilhelm-Bibliothek over.
Tijdens de Duitse bezetting (1939-1945) was de universiteit gesloten, maar haar werkzaamheden werden in Warschau voortgezet in de vorm van de ondergrondse Uniwersytet Ziem Zachodnich (Universiteit van de Westelijke Gebieden), die van 1940 tot 1944 functioneerde.
In 1950 werden de faculteiten Geneeskunde en Farmacie van de universiteit afgesplitst om als zelfstandige instelling te worden voortgezet: de Medische Universiteit van Poznań. In 1955 kreeg de universiteit van Poznań haar huidige naam.

## Faculteiten
De universiteit telt de volgende veertien faculteiten:
1. Anglistiek
2. Biologie
3. Geografische en geologische wetenschappen
4. Geschiedenis
5. Moderne talen en literaturen
6. Onderwijswetenschappen
7. Natuurkunde
8. Pedagogiek en kunsten (gevestigd in Kalisz)
9. Polonistiek en klassieke letteren
10. Politieke wetenschappen en journalistiek
11. Rechten en bestuurskunde
12. Scheikunde
13. Sociale wetenschappen
14. Theologie
15. Wiskunde en informatica

Bayreuth · 
Cantabria · 
Canterbury · 
Catania · 
Cluj-Napoca · 
Cyprus · 
Eindhoven · 
Gent · 
Giessen · 
Göteborg · 
Grenoble · 
Las Palmas de Gran Canaria · 
Le Havre · 
León · 
Luik · 
Malmö · 
Malta · 
Minho ·
Patras · 
Porto · 
Poznań · 
Rome (Sapienza) · 
Rouen · 
Tarragona · 
Triëst · 
Trondheim · 
Valencia · 
Valladolid